# 咥內停留場
咥內停留場（日语：／ Konai teiryūjō */?）是位於高知縣高知市朝倉，屬於土佐電交通伊野線的電車站。此站鄰近高知市和伊野町的邊界咥內坂，與鄰站宇治團地前停留場之間的路段會越過該斜坡。兩電車站之間的距離是土佐電交通中距離最長的區段，為892公尺。

## 歷史
伊野線是由土佐電交通的前身土佐電氣鐵道於1904年（明治37年）首先開通堀詰至乘出之間，後來順次序延伸路線。在1907年（明治40年），路線延伸至此電車站。在咥內後，伊野方向需要越過咥內坂，才能前往枝川，而咥內至枝川之間在翌年1908年開通，伊野線全線開通。
當時，由於伊野線路軌需要經過斜坡路段（咥內坂），因此咥內停留場離開後會經過土讚線橋底，隨後經過彎道後於並行道路下方進入隧道。由於隧道比較狹小，因此只限部分電車通過，而越過斜度區間成為了線內的瓶頸位。在1960年（昭和35年）不再途經隧道，在斜度前後3公里區間進行道路和路軌改善工程，使新路軌於道路北邊並行。
- 1907年（明治40年）9月16日 - 鏡川橋至此電車站開通，土佐電氣鐵道電車站啟用[1][2]。
- 1908年（明治41年）2月20日 - 此電車站至枝川之間開通，伊野線全線開通[1][2]。成為中途電車站。
- 1960年（昭和35年）9月30日 - 伊野線不再途經咥內坂隧道[1]。咥内坂的路軌使用新線。
- 2014年（平成26年）10月1日 - 土佐電氣鐵道、高知縣交通（日语：高知県交通）和土佐電Dream Service（日语：土佐電ドリームサービス）合併，土佐電交通成立[5]。成為土佐電交通的電車站。

## 電車站構造
本站建在專用路軌上，並設有2面1線的相對式月台上。路軌北邊為播磨屋橋方向月台，南邊為伊野方向乘車處。兩邊的乘車處都在安全島（月台）上。此電車站設有候車室。此站在新線遷移前設有列車交會設備。

## 電車站周邊
本站西邊與土讚線相交，在該處西邊再與高知自動車道相交。該處為咥內坂的頂點，然後繼續前往宇治團地前的區間會經過斜度達千分之29的下斜路段，該路段與並行縣道於路塹中前進。
- 高知縣道386號朝倉伊野線（舊國道33號（日语：国道33号））
- 「咥內」巴士站

## 相鄰電車站
土佐電交通
伊野線
宮之奧－咥內－宇治團地前

## 注腳
1. 1 2 3 4 5 6 7  《土佐電鉄が走る街 今昔》99・156-158頁
2. 1 2 3  今尾惠介（監修）. . 11 中国四国. 新潮社. 2009: 60. ISBN 978-4-10-790029-6 （日语）.
3. 1 2 3 4  川島令三.  四国篇. 草思社. 2007: 280–289. ISBN 978-4-7942-1615-1 （日语）.
4. 1 2 3 4  《土佐電鉄が走る街 今昔》44-45頁
5. ↑  上野宏人. . 毎日新聞 (毎日新聞社). 2014-10-02 （日语）.
6. 1 2 3  川島令三. . 【図説】 日本の鉄道. 第2巻 四国西部エリア. 講談社. 2013: 43・94頁. ISBN 978-4-06-295161-6 （日语）.